# ヴォルフラーツハウゼン (小惑星)
ヴォルフラーツハウゼン (ヴォルフラーツハウゼン、18520 Wolfratshausen) は小惑星帯の小惑星である。佐藤直人が1996年11月に秩父市で発見した。
ヴォルフラーツハウゼンはドイツ南バイエルンの古都である。
埼玉県入間市と姉妹都市の提携を結んでいることにより命名された。
ヴォルフラーツハウゼンは、1003年の神聖ローマ皇帝・ハインリヒ2世の文書に「ヴォルフラーデフズム」と表現されている歴史ある街で、ドイツ文学史上最高の詩人 と謳われるライナー・マリア・リルケ(Rainer Maria Rilke)が、当時欧州で最も著名な女性作家であるルー・アンドレアス・ザロメ(Lou Andreas-Salome)と過ごした街でもある。また、ドイツの「文豪」ヨハン・ヴォルフガング・フォン・ゲーテ(Johann Wolfgang von Goethe)の旅行記「イタリア紀行」で美しい肥沃な土地と賞賛している。